# (10553) Stenkumla
(10553) Stenkumla (1993 FZ4) – planetoida z pasa głównego asteroid okrążająca Słońce w ciągu 5,78 lat w średniej odległości 3,22 j.a. Została odkryta 17 marca 1993 roku.